# Міст (зупинний пункт)
Міст — пасажирський зупинний пункт Харківської дирекції Південної залізниці на електрифікованій лінії Мерефа — Лозова. Розташований в місті Мерефа Харківського району Харківської області.

## Пасажирське сполучення
На платформі Міст зупиняються лише приміські електропоїзди у Харківському та Лозівському напрямках. Приміські поїзди Берестинського напрямку прямують через платформу Міст без зупинок.